# Alvar-Aalto-Kulturhaus

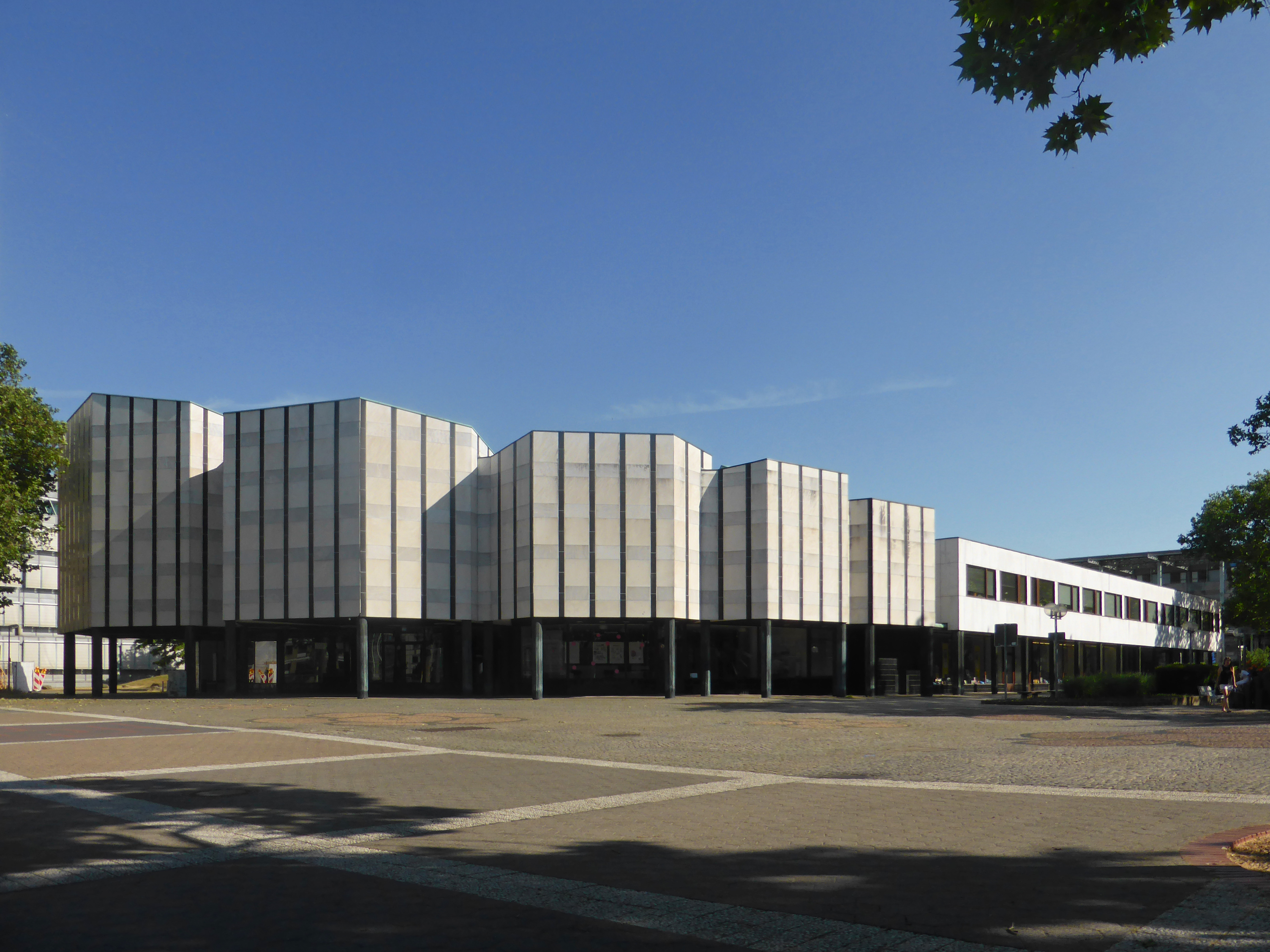
Ansicht von Nordwesten

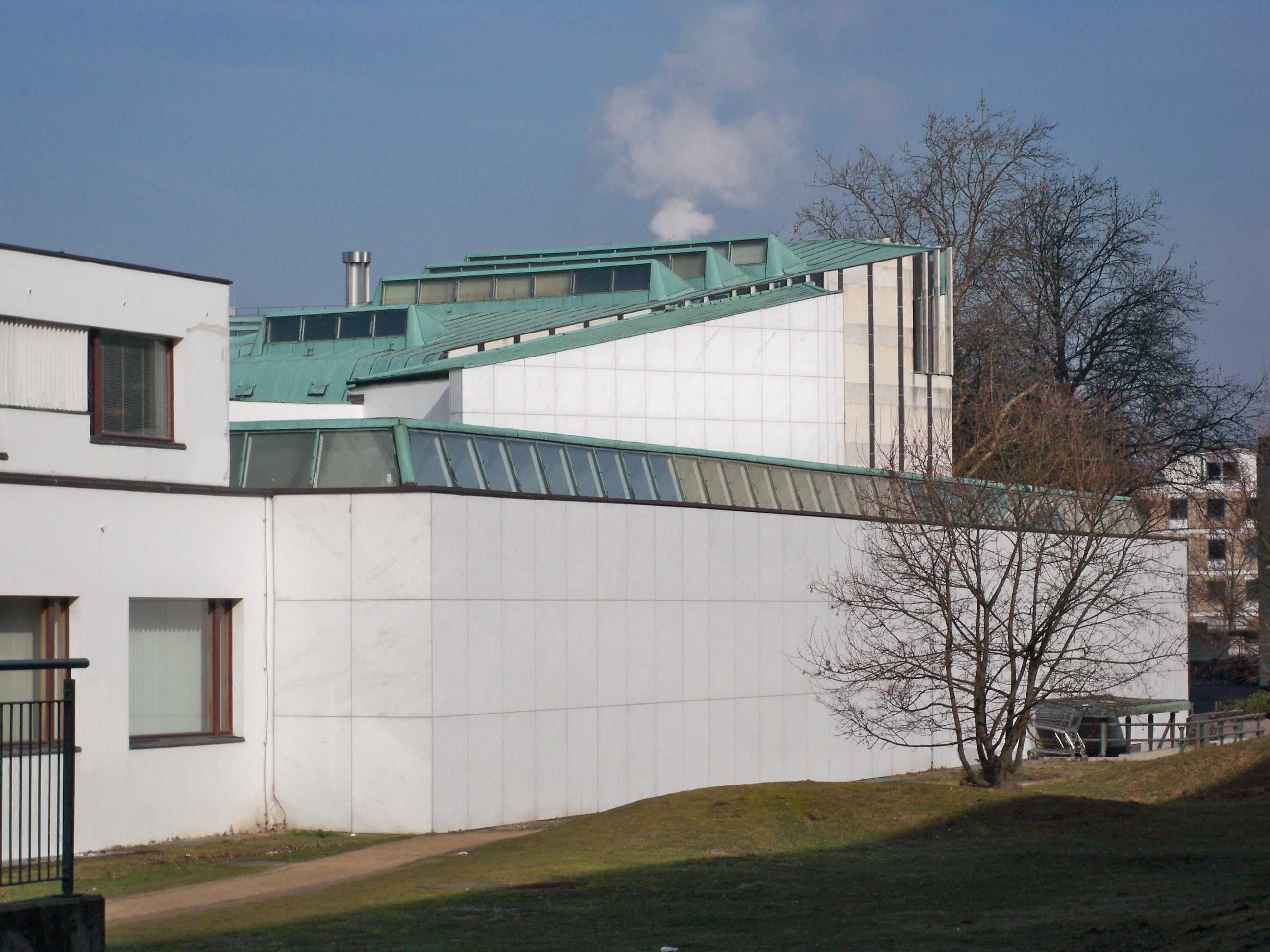
Ansicht von Südosten (Detail)

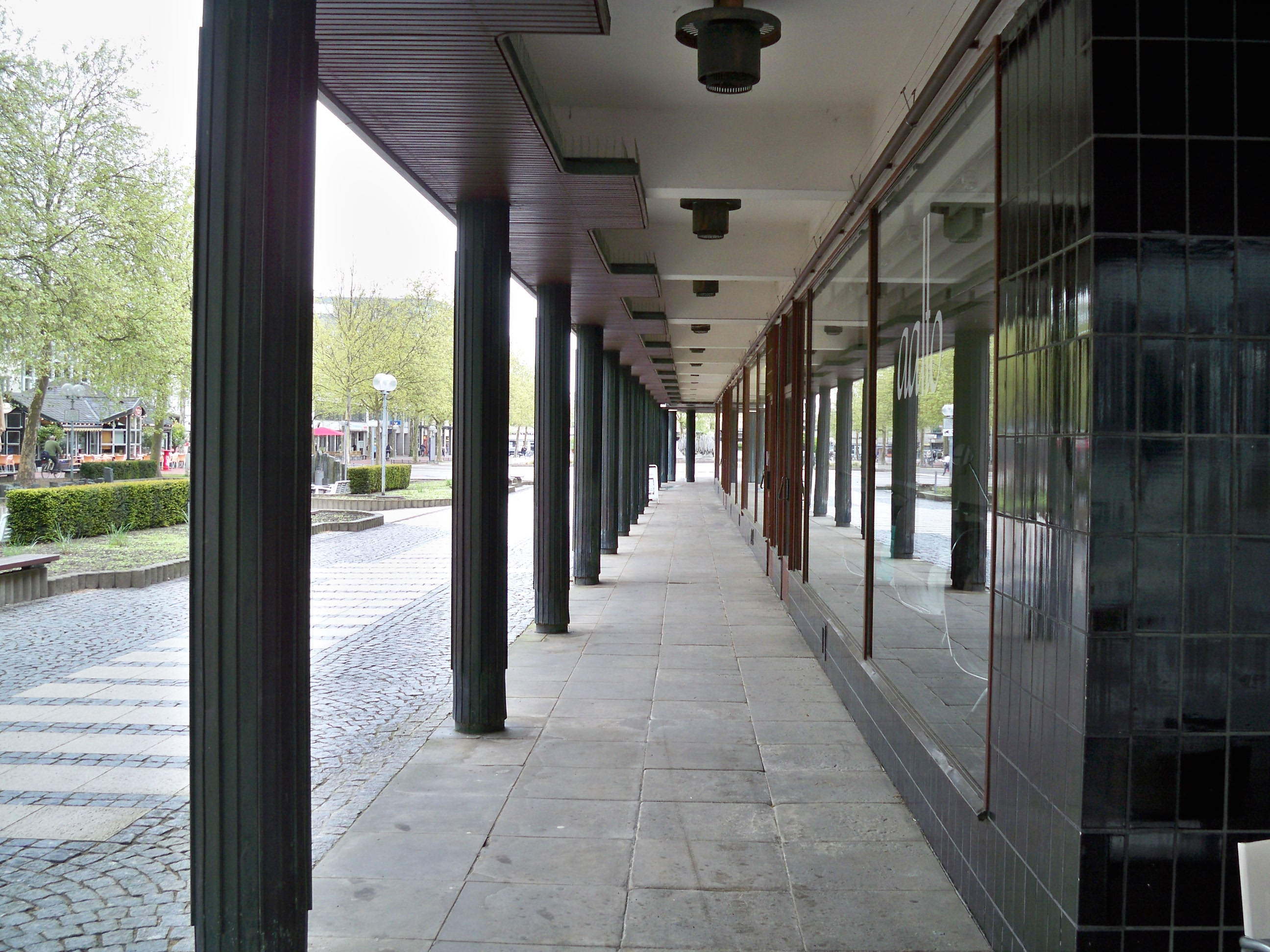
Ladenzeile auf der Westseite

Das Alvar-Aalto-Kulturhaus (früher Kulturzentrum genannt) ist ein Kulturzentrum in Wolfsburg. Es wurde von dem finnischen Architekten und Designer Alvar Aalto gestaltet und 1962 eingeweiht. Das Gebäude steht unter Denkmalschutz und gilt als Gesamtkunstwerk, da selbst Details wie Möbel, Lampen und Türklinken von Aalto entworfen wurden. 

## Geschichte
Am 1. Juli 1958 bat der Rat der genau 20 Jahre zuvor gegründeten Stadt Wolfsburg den weltbekannten Aalto um einen Entwurf für ein Kulturzentrum. Das Haus sollte für drei Funktionen konzipiert werden: Bibliothek, Volkshochschule und Jugendfreizeitheim. Ein ebenfalls angeforderter funktionalistischer Gegenentwurf des deutschen Architekten Paul Baumgarten, der drei separate, durch Außentreppen verbundene Gebäude vorsah, wurde abgelehnt. Aaltos Entwurf sah östlich des Kulturhauses, an der Stelle des heutigen Rathauses B, einen Kulturgarten mit Theater und Rathausanbau vor, der aber nicht realisiert wurde.
Das Haus wurde nach knapp vier Jahren Bauzeit am 31. August 1962 eingeweiht. Die Kosten betrugen rund sechs Millionen Mark.
Das Kulturhaus grenzte mit der Kinderbibliothek an der Südostseite anfangs noch an die Grünflächen des Klieversbergs. In den 1960er Jahren wurden im Dachgarten Tanztees mit Blasmusik abgehalten. Teil des Hauses war eine lineare Ladenzeile an der damals noch befahrenen Porschestraße, in der kleinteiliger Einzelhandel ansässig war, darunter ein Blumengeschäft und ein Reisebüro. Später wurden in den ehemaligen Ladengeschäften Ausstellungsflächen für die Bibliothek und Räume für sonstige kulturelle Aktivitäten eingerichtet. 
In den 1980er Jahren wurde das Jugendzentrum in einem anderen Gebäude untergebracht; in den 1990er Jahren verließ auch die Volkshochschule das Kulturzentrum und man benannte das Haus in Alvar-Aalto-Kulturhaus um. 2001 wurde im ehemaligen Jugendzentrum rund um die frühere Milchbar ein italienisches Bistro eingerichtet. Einige Räume des Jugendzentrums wurden der Bibliothek zur Verfügung gestellt. Im Sommer 2012 wurde zum 50-jährigen Bestehen des Hauses das Dach von außen über eine temporäre Treppenkonstruktion begehbar gemacht. Im Dachgarten wurde eigens eine Bar eingerichtet. 
Neben dem Kulturhaus schuf Aalto in Wolfsburg die Heilig-Geist-Kirche mit Gemeindezentrum und Kindergarten und anschließend die Stephanuskirche.

## Nutzung und Architektur

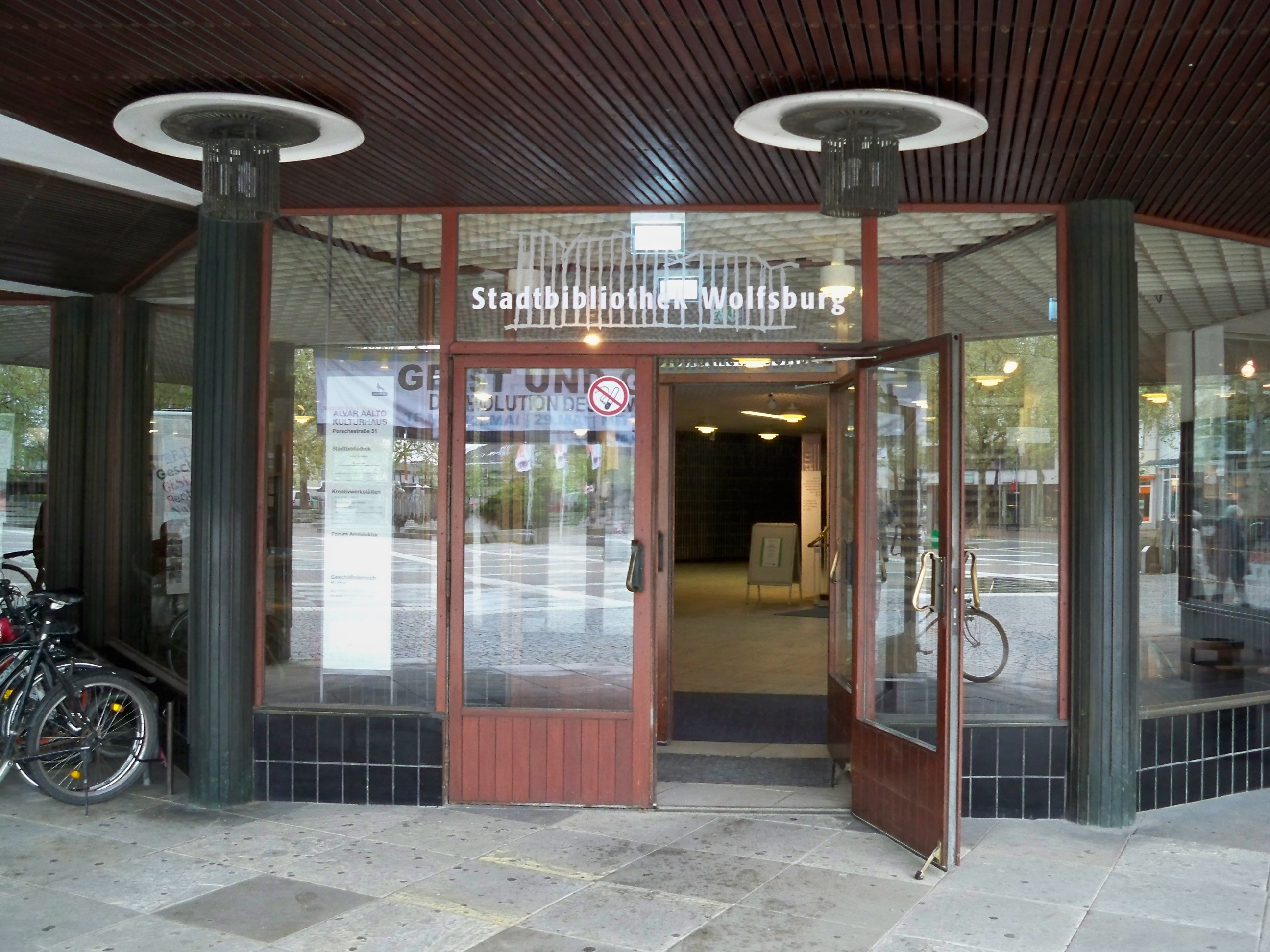
Haupteingang auf der Nordseite

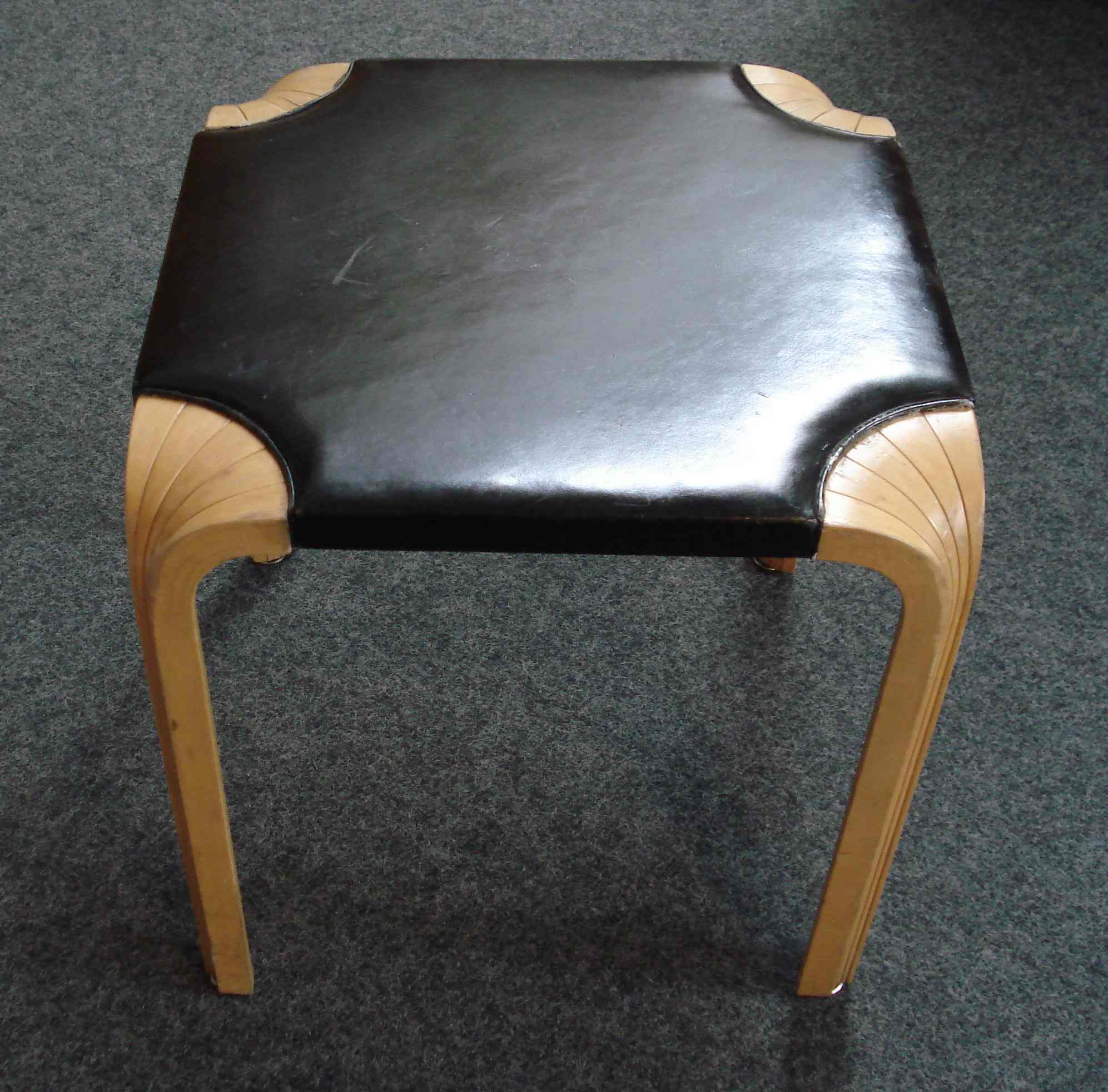
Hocker von Alvar Aalto

Das Kulturhaus beherbergt 2014 auf 3.500 Quadratmetern Grundrissfläche die Stadtbibliothek, Büros der städtischen Geschäftsstelle Kultur, die Kreativwerkstätten, das Forum Architektur sowie ein Bistro. Die Hörsäle der vormaligen Volkshochschule werden heute etwa für Lichtbildvorträge genutzt.
Die Längsachse des Hauses liegt etwa in Nordnordost-Südsüdwest-Richtung. Die Fassade besteht oberhalb des Erdgeschosses aus Marmor; das reich gegliederte Dach ist mit Kupfer gedeckt. Hinter dem Haupteingang an der Nordwestecke liegt das polygonale Hauptfoyer, von dem die Bibliothek und die fächerförmigen Hörsäle erreicht werden können. Im Obergeschoss befinden sich außer den Hörsälen und der Musikbibliothek ein Dachgarten inmitten einer detaillierten Dachlandschaft. Nach Öffnung von Dachfenstern kann im Obergeschoss eine Feuerstelle genutzt werden. Die Hörsäle sind als fünf zusammenhängende, aufgeständerte Kuben gestaltet, deren Dachhöhen von Süd nach Nord Richtung Rathaus ansteigen. Zu den Hörsälen gehört der Hörsaal 1 mit 230 Plätzen. An der Westseite befindet sich eine Ladenzeile im Erdgeschoss zur Porschestraße, wo sich jedoch inzwischen keine Läden mehr befinden. 
Der Innenraum ist durch zahlreiche aalto-typische Details charakterisiert. Details wie Lampen, Möbel und Türgriffe wurden eigens von ihm entworfen. An zahlreichen Stellen befinden sich Oberlichter und Holzlamellen. Teile des Eingangsfoyers sind mit dunkelblauen Keramikfliesen verkleidet, die Türen zu den Hörsälen mit Rosshaar verkleidet. Die meisten der Bibliotheksräume befinden sich auf der Ostseite und sind kettenförmig angeordnet. Die Zentralbibliothek ist fensterlos und erhalten ihr Licht vor allem durch Oberlichter, während die Kinderbibliothek Fenster auf der Südseite hat. Die Hörsäle zeigen repräsentativ zur Stadt hin. Das Hörsaalfoyer ist durch die Verwendung unterschiedlicher Hölzer geprägt.

## Lage und Umgebung
Das Kulturhaus steht an der Ostseite der Porschestraße, der Hauptgeschäftsstraße von Wolfsburg. Dort hat es die Hausnummer 51. Mit seiner Nordseite grenzt es an den Marktplatz, der nach Osten hin vom Rathaus A begrenzt wird. Auf der Südseite befindet sich eine kleine Grünanlage, östlich das Rathaus B. Südlich des Alvar-Aalto-Kulturhauses liegt der Hollerplatz, an dessen Südseite das Kunstmuseum Wolfsburg steht. 